# شورای رئیس‌جمهور برای آمادگی جسمانی، ورزش و تغذیه

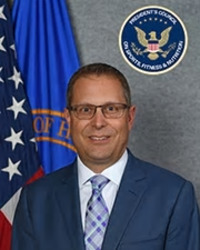
لو فریگنو

شورای رئیس‌جمهور برای آمادگی جسمانی، ورزش و تغذیه (PCSFN)  (انگلیسی: President's Council on Fitness, Sports, and Nutrition) از نهادهای دولتی آمریکایی است که هدف آن ترغیب آمریکاییان در همه سنین به فعالیت ورزشی  است.  هم اکنون مسئولیت این نهاد ورزشی را قهرمان سابق بدنسازی ،  لو فریگنو  برعهده دارد. این سازمان زیرنظر وزارت بهداشت و خدمات انسانی ایالات متحده آمریکا فعالیت می کند.

## تاریخچه
این نهاد در دوره ریاست جمهوری دوایت آیزنهاور تشکیل شد و تاقبل از سال ۲۰۱۰  شورای رئیس‌جمهور برای آمادگی جسمانی و ورزش نامیده می شد.

## مسئولان نهاد
- باد ویلکینسون ۱۹۶۱-۱۹۶۳
- استن میوزیال ۱۹۶۴-۱۹۶۷
- جیمز لاول  ۱۹۷۷-۱۹۶۹
- جری آپوداکا  ۱۹۷۸-۱۹۸۰
- جورج آلن  ۱۹۸۸-۱۹۸۱
- دیک کزمیر ۱۹۸۹-۱۹۸۸
- آرنولد شوارتزنگر ۱۹۹۳-۱۹۹۰
- فلورنس گریفیت-جوینر (مشترک با تام مک میلن) ۱۹۹۸-۱۹۹۳
- چارلز توماس مک میلن (مشترک با فلورنس گریفیت جوینر) ۱۹۹۷-۱۹۹۳
- لین سوان  ۲۰۰۵-۲۰۰۲
- دنیس آستین  ۲۰۱۰-۲۰۰۲
- درو بریس (مشترک با دومینیک داوز) ۲۰۱۰
- دومینیک داوز (مشترک با درو بریس) ۲۰۱۰
- لو فریگنو  ۲۰۱۹-۲۰۱۸
- میستی می ترینور (اشتراکی) ۲۰۱۹
- ماریانو ریورا (اشتراکی) ۲۰۱۹
- هرشل واکر (اشتراکی) ۲۰۱۹